# Mario Pecqueur
 (novembre 2020).
- Si vous ne connaissez pas le sujet, laissez ce bandeau (vous pouvez alors contacter les auteurs).
- Si vous supprimez le contenu mis en cause (vous pouvez préalablement contacter les auteurs),

argumentez précisément cette suppression dans la page de discussion
(un manque de référence n'est pas un argument ; une recherche réelle de référence doit avoir été effectuée, être formellement documentée).
Mario Pecqueur, né le 5 juillet 1946 à Rouen, et mort le 6 juillet 2022 à Eaubonne, est un acteur français.
Il est surtout connu pour son rôle du divisionnaire Blondel dans la série française Les Cordier, juge et flic, de 1996 à 2005.

## Biographie
Mario Pecqueur est le fils de Luc et Gina Pecqueur. Il est le frère de Daniel Pecqueur. Après avoir obtenu un Premier Prix de Comédie Moderne au Conservatoire de Rouen dans la classe de Jean Chevrin, il est reçu à l'École de la rue Blanche à Paris. Après les évènements de mai 68, il décide de ne pas entrer au Conservatoire de Paris et joue au théâtre du Vieux Colombier Le Misanthrope de Molière mis en scène par Michel Vitold.  
En 1969 il intègre la troupe du TNP pour Le Diable et le Bon Dieu de Jean-Paul Sartre mis en scène par Georges Wilson.
Après avoir créé l'Escalier de Silas de Geneviève Serreau au Vieux Colombier, mis en scène par Michel Peyrelon et Laisse-moi Jouer, de Marcel Franck, au Théâtre des Mathurins dans une mise en scène de Pierre Destailles, il rejoint la Compagnie Llorca — qui l'avait déjà engagé en 1972 pour le rôle de Cassius dans Tête d'Or de Paul Claudel — avec laquelle il participera à Hamlet et aux Mille et Une Nuits de Cyrano. En 1977, il joue Une Aspirine pour Deux de Woody Allen, mis en scène par Francis Perrin.
Il crée en 1981 la première adaptation théâtrale française de Douze Hommes en Colère de Reginald Rose, mis en scène par André Villiers. En 1991 il interprète Monsieur Brun dans la Trilogie Marseillaise de Marcel Pagnol, mise en scène par Jean-Luc Tardieu.
Après une trentaine de pièces, en 1990, il arrête provisoirement le théâtre, après avoir joué Paul Lafargue dans Le Droit à la Paresse et oriente sa carrière vers le film et les séries télé.
En 1971, il joue Courfeyrac dans Les Misérables de Marcel Bluwal d'après Victor Hugo. De 1987 à 1991, il tourne la série télé Marc et Sophie dans laquelle il est le rocker Chris Dener et Tribunal, dans lequel il est avocat récurrent. En 1993-94 il participe à Une Nounou pas comme les autres et Une Nana Pas Comme Les Autres, réalisés par Eric Civanyan. Il joue dans Maigret et la Princesse en 2002 réalisé par Laurent Heynemann puis en 2006, Le Clan Pasquier, réalisé par Jean-Daniel Verhaeghe qu'il retrouvera en 2008 pour L'Abolition.
En 2007, La Nouvelle Clara Sheller, réalisé par Alain Berliner, avec qui il tourne aussi La Peau de Chagrin de Balzac en 2010, après avoir été Charles Darwin dans Darwin 2.0 de Vincent Amouroux et Franck Pitiot, en 2009.
En tout, une centaine de films pour la télévision, mais il est surtout connu pour son personnage du Commissaire Divisionnaire Blondel, dans les séries télévisées Les Cordier Juge et Flic de 1995 à 2002 et Commissaire Cordier de 2004 à 2007.
Au cinéma, Jacques Demy le fait tourner dans Peau d'Âne en 1970 et la même année Edouard Molinaro dans La Liberté en Croupe. En 1992, Georges Lautner lui confie le rôle du juge d'instruction pour L'Inconnu dans la Maison, film dans lequel il donne la réplique à celui qui, avec Marcello Mastroianni, a toujours été son modèle, Jean-Paul Belmondo. Puis il tourne Deux Jours à Tuer en 2007 sous la direction de Jean Becker; Malavita de Luc Besson en 2012, où il rencontre Ludovic Bernard qui le fera tourner en 2016 dans L'Ascension.
Il donne des cours de théâtre et a mis en scène Fin de Jour (Étoiles Rouges) de Pierre Bourgeade
Depuis plusieurs années, il participe à des doublages de films. Il a été notamment la voix de Fabrizio Bentivoglio dans Strada Blues (La Turne), Les Affinités Electives, La Fin est Connue, de David Clennon dans Numb3rs, Prison Break, Boston Justice, Espion d'État, Deuxième Chance, de Jack Gilpin dans Billions et The Blacklist, d'Anton Lesser et Patrick Malahide dans Game of Thrones, de Shawn Wallace dans Le Fils du Père Noël et Star Trek Deep Space 9 ainsi que de Papa Julio dans Coco.

## Théâtre
- 1967 : De l'huile. Eugene O'Neill. Mise en scène Armand Dreyfus - Festival du Théâtre Irlandais Barentin
- 1967 : L'Avare. Molière. Mise en scène Jean Chevrin - Théâtre de Barentin
- 1967 : Terror of Oklahoma. Yves Robert. Mise en scène Jean Chevrin - Rouen
- 1967 : Ce que murmure la Sumida. Nô. Mise en scène Armand Dreyfus - Cité U de Rouen
- 1967 : Le Vrai Blanco Posnet. Bernard Shaw. Mise en scène Jean Chevrin - Théâtre de Barentin
- 1968 : Le Mystère de l'Invention de la Croix. Henri Ghéon. Mise en scène Jacques-Henry Mirat - Festival des Abbesses, Crypte de l'Église Saint-Jean de Montmartre
- 1969 : Le Misanthrope. Mise en scène Michel Vitold - TRP et Théâtre du Vieux Colombier
- 1969 : Le Diable et le Bon Dieu. J-P Sartre. Mise en scène Georges Wilson - TNP
- 1970 : Le Diable et le Bon Dieu. J-P Sartre. Mise en scène Georges Wilson - Festival d'Avignon
- 1970 : Tristan Le Fol. Jean Laurent. Mise en scène André Morin - Théâtre de l'Alliance Française
- 1970 : Poèmes d'Adrian Miatlev. Mise en scène André Morin - Festival des Abbesses
- 1971 : L'Escalier de Silas. Geneviève Serreau. Mise en scène Michel Peyrelon - Théâtre du Vieux Colombier
- 1972 : Tête d'Or. Paul Claudel. Mise en scène Denis Llorca - Tournée en France
- 1972 : Laisse-moi jouer. Pierre Franck. Mise en scène Pierre Destailles - Théâtre des Mathurins
- 1975 : Le Marchand de Sable - Compagnie de Noé - Festival de Carcassonne
- 1975 : Neo Cid - Festival de Carcassonne
- 1975 - 1976 : Hamlet. Shakespeare. Mise en scène Denis Llorca - Traiteaux du Midi - Théâtre de la Plaine
- 1976 : Voltaire's Folies. Mise en scène Jean-François Prévand - Tournée Maroc et Amérique du Sud
- 1976 : Les Mille et Une Nuits de Cyrano. Mise en scène Denis Llorca  - Tournée en France
- 1976 : Tête d'Or. Paul Claudel. Mise en scène Denis Llorca - Tournée Maroc et Amérique du Sud
- 1977 : Une Aspirine pour Deux . Woody Allen. Mise en scène Francis Perrin - Tournée en France, Suisse, Belgique et Monaco
- 1978 : Labiche: Les Deux Timides, Les Trente-Sept Sous de Monsieur Montaudoin + Un Mariage Dans Un Chapeau d'Alexandre Dumas. Mise en scène André Villiers - Théâtre en Rond
- 1979 : Le Roman de Renart. Mise en scène Jean Terensier et Christian Grau-Steff - Théâtre Fontaine
- 1980 : Le Bourgeois Gentilhomme. Molière. Mise en scène Jean Davy - Festival de Pau, Festival de Wiltz (Luxembourg)
- 1981 : Douze Hommes en Colère. Reginald Rose. Mise en scène André Villiers - Théâtre en Rond
- 1982 : Le Pavé Dans l'Écran. Jean-Paul Rouland. Mise en scène Jacques Fabbri - Tournée Européenne
- 1984 : De si Tendres Liens. Loleh Bellon. Mise en scène Jean Bouchaud - Studio des Champs-Elysées
- 1987-1989 : Le Jeu de l'Amour et du Hasard. Marivaux. Mise en scène Michel De Maulne - Théâtre d'Epernay - Tournée en France - Série de réprésentations à Vienne (Autriche)
- 1991 - 1993 : Trilogie Marseillaise. Marcel Pagnol. Mise en scène Jean-Luc Tardieu - Maison de la Culture de Nantes - Festival de Carpentras - Festival de Ramatuelle - Printemps de Comédiens - Festival de Vallauris - Théâtre des Variétés - Tournée Européenne
- 1994 - 1995 : Noix de Coco. Marcel Achard. Mise en scène Daniel Gelin - Tournée Européenne et Tunisie
- 1999: Le Droit à la Paresse. Paul Lafargue. Mise en scène Christian Le Guillochet - Le Lucernaire - Festival de Pau

### Mise en scène
- 1979: Fin de Jour (Etoiles Rouges) Pierre Bourgeade. Tréteaux de l'Ile Saint Louis

## Filmographie

### Cinéma

#### Courts métrages
- 1976 : Est-ce-que ? de Philippe Viard
- 1979 : La Dame Blanche de Gouvy de Rénald Magnier
- 1991 : Les Sentinelles du Temps de Patrice Garlot
- 1995 : Le Bide de J.Lecarpentier
- 1995 : Sacrée Soirée de Sylvie Caillabet
- 2003 : Disparu de Frédéric Weigel
- 2008 : Le Banc des Remplaçants de Bruno Detante
- 2013 : Le Croissant de Zoran Boukherma et Ludovic Boukherma
- 2013 : De ta Main d'Alice Wagret

#### Longs métrages
- 1970 : Peau d'Âne de Jacques Demy
- 1970 : La Liberté en Croupe de Edouard Molinaro
- 1971 : L'Odeur des Fauves de Richard Balducci (tournage en anglais)
- 1974 : Two in the Amsterdam Rain (Ame no Amsterdam) de Koreyoshi Kurahara (tournage en anglais)
- 1982 : Le Bâtard de Bertrand Van Effenterre
- 1987 : À notre regrettable époux de Serge Korber
- 1992 : L'Inconnu dans la Maison de Georges Lautner
- 1993: Moi, Pierre Corneille de Jean-Claude Guezennec
- 1994 : Les Misérables de Claude Lelouch
- 1998 : Vite in Sospeso de Marco Turco
- 1998 : La Taule de Alain Robak : l'inspecteur-chef
- 2007 : Deux Jours à tuer de Jean Becker
- 2012 : Malavita de Luc Besson
- 2015 : Des Nouvelles de la Planète Mars de Dominik Moll
- 2017 : L'Ascension de Ludovic Bernard

### Télévision

#### Séries télévisées
- 1977: Le temps des As. Réal. Claude Boissol
- 1977: Les Premières Photos. Réal. Gérard Chouchan
- 1976 : Un Juge, un Flic. "Le Crocodile Empaillé" Réal. Denys de la Patellière
- 1974 : Recherche dans l'Intérêt des Familles. Réal. Jacques Arnal
- 1979: Messieurs les Jurés "L'Affaire Brouchaud". Réal. Nat Lilenstein
- 1980 : Hep Taxi!. Réal. Jeannette Hubert
- 1982: Madame SOS. Réal. Alain Dhenaut
- 1985: Cinq Filles à Paris. Réal. Serge Korber
- 1986: Deux Maîtres à la Maison. Réal. Agnès Delarive
- 1986 : Florence et ses Locataires. Réal. Serge Korber
- 1987: Maguy "Tête de L'Art". Réal. Jean Pignol
- 1987-1991: Marc et Sophie. Réal. Didier Albert, André Moracchini, Jean-Pierre Prevost, Christophe Salachas, etc.
- 1988: Marie Pervenche. Réal. Serge Korber
- 1988: Tel Père Tel Fils "L'Australopithèque à claques". Réal. Jean-Claude Charnay
- 1989: Panique aux Caraïbes. Réal. Jean-Claude Charnay, Serge Korber
- 1990: L'Œuf de Colomb. Stéphane Lebon
- 1989 - 1991 : Tribunal. Réal. Georges Bensoussan, Dominic Masson, Claire Blangile, Francis Pernet, etc.
- 1993 : Goal 2 . Réal. Rinaldo Bassi, Nicolas Cahen, Roger Kahane, Christiane Lehérissey, Christiane Spiero
- 1995: Sandra Princesse Rebelle. Réal. Didier Albert
- 1995: La Grande Famille. Jean-Louis Cap
- 1997: Juge et Partie. Réal. Jacques Malaterre
- 1999 : Dossiers Disparus. "Richard et Ben". Réal. Paolo Barzman
- 1999 : Un Homme en Colère  "La Peur de l'Autre". Réal. Didier Albert
- 2002 : Maigret "Maigret et la Princesse". Réal. Laurent Heynemann
- 2003 : Le Bleu de l'Océan. Réal. Didier Albert
- 2003 : Action Justice. "Un Mauvais Médecin". Réal. Jean-Pierre Igoux
- 2004 : Les Hommes de Cœur. Réal. Edouard Molinaro
- 1995 - 2002 : Les Cordier, Juge et Flic. Réal. Gilles Béhat, Bertrand Van Effenterre, Eric Summer, Michaël Perrotta, Michaela Watteaux, etc.
- 2004 - 2007 : Commissaire Cordier. Réal. Gilles Béhat, Bertrand Van Effenterre, Michaël Perrotta, Henri Hellman, etc.
- 2006: Mafiosa. Réal. Louis Choquette
- 2007 : Le Clan Pasquier. Réal. Jean-Daniel Verhaeghe
- 2007 : Avocats et Associés "Emotion de Censure". Réal. Bruno Garcia
- 2007 : Une Famille Formidable. Réal. Joël Santoni
- 2007: Le Clandestin " Le Tuteur". Réal. Edouard Molinaro
- 2007 : La Nouvelle Clara Sheller. Réal. Alain Berliner
- 2008: L'Abolition. Réal. Jean-Daniel Verhaeghe
- 2008 : Camping Paradis. "L'Oncle d'Amérique". Réal. Philippe Proteau

#### Téléfilms
- 1969: Les Enfants d'Edouard. Réal. Pierre Sabbagh; Mise en scène Jean-Paul Cisife
- 1970: Je Vivrai un Grand Amour d'après Steve Passeur. Réal. Louis Grospierre
- 1970 : La Bonne Nouvelle. Réal. Jean-Paul Sassy
- 1971 : Les Misérables. Réal. Marcel Bluwal
- 1971 : Une Femme qu'a le Cœur trop Petit. Réal. Alain Dhénaut
- 1972 : L'Amour Malgré Toi d'après Tourgueniev. Réal. Françoise Dumayet
- 1973: L'Ombre d'un Franc-Tireur. Réal. Roger Burckhardt (télévision Suisse)
- 1973: Ouvrez les Guillemets. Réal. Jean Cazenave
- 1974: Vadim Raconte Saint-Germain-des-Prés. Réal. Roger Vadim
- 1974: Darwin. Réal. Gérard Chouchan
- 1972 : Léo Burckart et les Étudiants. Réal. Jeannette Hubert
- 1975: La Tête et les Jambes. Réal. Georges Benamou
- 1975: La Maison de vos Rêves. Réal. Gérard Gozlan
- 1975: Virginie. Réal. Michel Favart
- 1978: Joséphine ou la Comédie des Ambitions. Réal. Robert Mazoyer
- 1979 : Le Petit Théâtre d'Antenne 2: Adam et Eve et le Troisième Sexe. Boris Vian. Réal. Gérard Gozlan
- 1980 : Eole Epifanio. Réal. Antoine Gallien
- 1980 : Le Bourreau Pleure. Réal. Abder Isker
- 1981: Objectif Demain. Réal. Jean-Pierre Spiero
- 1981 : Les Scénaristes ou Les aventures Extraordinaires de Robert Michon. Réal. Nino Monti
- 1982 : Trois Morts à Zéro. Réal. Jacques Renard
- 1983: Enquête Publique. Réal. Christian Vidalie
- 1984 : L'Enfant Bleu. Réal. Yvon Buttler
- 1989: Treize ter Avenue Foch. Réal. Michel Genoux
- 1992 : Le Galopin. Réal. Serge Korber
- 1993: La Trilogie Marseillaise de Marcel Pagnol. Réal. Georges Folgoas
- 1993 : Une Nounou pas Comme les Autres. Réal. Eric Civanyan
- 1994: C'est votre Vie. Réal. Frédéric Mitterrand
- 1994 : Une Nana pas Comme les Autres. Réal. Eric Civanyan
- 2000: Les Visions de Julia. Réal. Alain Robak
- 2000 : Dans la Gueule du Loup. Réal. Didier Grousset
- 2009 : La Peau de Chagrin d'après Balzac. Réal. Alain Berliner
- 2009 : Darwin 2.0. Réal. Vincent Amouroux et Franck Pitiot
- 2011: Divorce et Fiançailles. Réal. Olivier Perray

#### Reportages
- 1981: Les Gens d'Ici - Antenne 2
- 1983: Un Français Peut en Cacher un Autre - TF1

## Doublage
Note : Les dates inscrites en italique indiquent que la version française dirigée par Mario Pecqueur est un redoublage ou un doublage tardif.

### Cinéma

#### Films
- Fabrizio Bentivoglio dans (3 films) :
  - Strada Blues (1990) : Federico Lolli
  - La fin est connue (1993) : Bernardo Manni
  - Les Affinités électives (1996) : Henry Vogel
- 2004 : Vera Drake : M. Wells (Simon Chandler)
- 2005 : V pour Vendetta : le général du parlement (Michael Simkins), le bureaucrate (Derek Hutchinson)
- 2005 : Le Territoire des morts : Roach (Earl Pastko)
- 2005 : Bad Girls from Valley High : M. Chauncey (Christopher Lloyd)
- 2006 : We Are Marshall : le président Donald Dedmon (David Strathairn)
- 2007 : Hostel - Chapitre 2 : Stuart (Roger Bart)
- 2008 : L'Échange : le maire Cryer (Reed Birney)
- 2009 : La Dernière Maison sur la Gauche : Morton (Michael Bowen)
- 2010 : Cold Prey 3 : Jon (Nils Johnson)
- 2010 : Le Plan B : Dr Harris (Robert Klein)
- 2011 : Le Dilemme : Thomas Fern (Chelcie Ross)
- 2014 : Bleu Saphir : Shakespeare (Karl Walter Sprungala), Kenneth de Villiers (Karl Knaup)
- 2015 : Colonia : l'ambassadeur allemand (August Zirner)
- 2015 : Wild Horses : Pedro Alvarez (Gonzalo Zavala)
- 2016 : Jan Masaryk, histoire d'une trahison : Sir Robert Vansittart (Tim Preece)
- 2019 : Brexit: The Uncivil War : Bill Cash (Richard Durden)
- 2019 : El Camino : Un film Breaking Bad : Joe (Larry Hankin)

#### Films d’animation
- 2017 : Coco : Papa Julio

### Télévision

#### Téléfilms
- 1996 : L'Enfance volée : Luuk Jaspers (Hans Dagelet)
- 2002 : Le Fils du Père Noël : Mimir (Wallace Shawn)
- 2008 : Les Buddenbrook, le Déclin d'une famille : Kesselmayer (Sylvester Groth)
- 2008 : Mariage dangereux : Allan Stone (Kurt Max Runte)
- 2008 : Le Baiser de minuit : Ben Wiatt (Muse Watson)
- 2012 : La Femme du bijoutier : Niklas Siegl (Harald Krassnitzer)
- 2013 : Robin des Bois et moi : M. Fahning (Dominik Bender)
- 2016 : La Boutique des Secrets - L'art du crime : Timothy McGuire (Tim Kelleher)
- 2017 : The Time of their Lives : Alberto (Franco Nero)

#### Séries télévisées
- Agatha Raisin : Robert Struthers (1 épisode), M. Buggle (3 épisodes), Lord Pendlebury (1 épisode), Gustav (1 épisode)
- Atlantis : Dymas (1 épisode)
- Babylon Berlin : le général de division Kurt Seegers ( ? ) (16 épisodes)
- Barber Shop : Leonard ( ? ) (4 épisodes)
- Bates Motel : Dickie Bolton ( ? ) (5 épisodes)
- Billions : Sean Ayles (11 épisodes)
- Black List : M. Fenberg (1 épisode)
- Blue Bloods : Jim Beresford (1 épisode), M. Freelander (1 épisode), le juge Angioli (3 épisodes)
- Boston Justice : Braxton Mason (1 épisode)
- Brokenwood : Edward Alderston (3 épisodes)
- Brooklyn Nine-Nine : Spencer (1 épisode), Franck Spond (1 épisode), Joe Theismann (1 épisode)
- Bull : Gardien Hewitt (1 épisode)
- Charmed : Treat Taylor (1 épisode)
- Crazy Ex-Girlfriend : Moshe (1 épisode)
- Deuxième Chance : Miles Drentell (10 épisodes)
- Elementary : Dudley Becket (1 épisode)
- El Presidente : Jose Maria Marin (6 épisodes)
- Espions d'État : Joshua Nankin (45 épisodes)
- FBI : Portés disparus : l'officier Backer (1 épisode), Remy (1 épisode), Harvey (1 épisode)
- Game of Thrones : Qyburn (22 épisodes), Balon Greyjoy (4 épisodes)
- Good Doctor : Flakey (1 épisode)
- Grimm : Scott Mudgett (1 épisode)
- House of Cards : Steve Travers (1 épisode),  Drewery (1 épisode), Adam Gould (2 épisodes)
- How I Met Your Mother : Ben Franklin (1 épisode)
- Inspecteur Barnaby : Richard Budd (1 épisode), le révérend Morland (1 épisode), Giles Wilding (1 épisode)
- Inspecteur Lewis : Graham Wilkinson (1 épisode)
- JAG : la capitaine Tobias Ingles (6 épisodes)
- L'Amie Prodigieuse : Professeur Ferraro (2 épisodes)
- Le Renard : Alfred Zobel (1 épisode)
- Les Dessous de Palm Beach : l'assistant Georges Donovan (45 épisodes)
- Les Enquêtes de Morse : Ernest Croglin (1 épisode)
- Les Enquêtes de Murdoch : Peter Milne (1 épisode), Verger (1 épisode), Frederick Waters (1 épisode), Edward (1 épisode)
- Les Enquêtes de Vera : M. Kipford (1 épisode)
- Life : Mickey Rayborn (8 épisodes)
- Liveman : Guildos (25 épisodes), Arashi Busujima/Dr Ashura (46 épisodes), le grand professeur Bias (49 épisodes)
- Longmire : Oren Mallory (1 épisode)
- Lost : Les Disparus : le principal Donald Reynolds (1 épisode)
- Maigret : Boniek (1 épisode), Dr Pardon (1 épisode)
- McGyver : Thomas Edison (1 épisode)
- Miss Marple : Dr David Quimper (1 épisode)
- Mr Robot : Creepy Man (2 épisodes)
- New Amsterdam : Neiron (1 épisode)
- New York, police judiciaire : Joe Darwish (1 épisode), le juge Morris Torledsky (26 épisodes), Gerard Wills (3 épisodes)
- New York, unité spéciale : Ned Bogden (1 épisode)
- Nip/Tuck : Hiro Yoshimura (1 épisode)
- Numbers : Bill Waldie (3 épisodes)
- Popular : Godfrey (8 épisodes)
- Prison Break (série télévisée) : Prison Chaplain (1 épisode), le révérend Mailor (4 épisodes), le sénateur Dallow (1 épisode)
- Rizzoli and Isles : Evan Dunbar (1 épisode)
- Rosemary and Thyme : Henry Vogel (1 épisode), Lawson (1 épisode), Huxton Rymer (1 épisode)
- Scandal : Billy Joe Lee (1 épisode)
- Sherlock : Dr Bob Frankland
- Smash : Ron Rifkin (1 épisode)
- Star Trek: Deep Space Nine : Zek (7 épisodes)
- Supernatural : Hansel (1 épisode), Creedy (1 épisode), Irving Franklin (1 épisode)
- That '70s Show : Earl (3 épisodes)
- The Closer : L.A. enquêtes prioritaires : Alonzo Lopez (1 épisode)
- The Good Wife : Russell Danforth (1 épisode), Dr Rubich (1 épisode)
- True Blood : Dr Overlack (1 épisode)
- Ultraman 80 (en) : le capitaine Kazuki Oyama (50 épisodes), le chef Junkichi Itoh (50 épisodes)
- Veronica Mars : le manager de l'hôtel (1 épisode)
- 2020[3] : Wu-Tang: An American Saga : le joueur d'échecs âgé (Anthony Chisholm) (3 épisodes)

#### Séries d'animation
- 1976 : Les Aventures de Huckleberry Finn : le juge
- 1980-1981 : Joe 2 : Nishii, Ohashi, Tôno
- 1986 : Mofli, le dernier koala : le narrateur
- 1987-1988 : Gozura : Gozura
- 2008 : Drôles de pirates : le Roi, le vieux pirate et Jolly Joe
- 2019 : La Garde du Roi lion : Vieux Civet

### Jeux vidéo
- 2014 : Assassin's Creed Rogue : Adriano
- 2015 : Assassin's Creed Syndicate : voix additionnelles

### Documentaires
- 2005 : Angels et Demons Revealed : Narrateur